# Scardinius
Genre
Scardinius est un genre de poissons téléostéens de la famille des Cyprinidae.

## Liste des espèces
Selon FishBase (20 novembre 2016) :
- Scardinius acarnanicus Economidis, 1991
- Scardinius dergle Heckel & Kner, 1858
- Scardinius elmaliensis Bogutskaya, 1997
- Scardinius erythrophthalmus (Linnaeus, 1758) - le rotengle
- Scardinius graecus Stephanidis, 1937
- Scardinius hesperidicus Bonaparte, 1845
- Scardinius knezevici Bianco et Kottelat, 2005
- Scardinius plotizza Heckel & Kner, 1858
- Scardinius racovitzai Müller, 1958
- Scardinius scardafa (Bonaparte, 1837)

Selon ITIS (26 juin 2018) :
- Scardinius acarnanicus Economidis, 1991
- Scardinius erythrophthalmus (Linnaeus, 1758)
- Scardinius graecus Stephanidis, 1937
- Scardinius racovitzai Müller, 1958
- Scardinius scardafa (Bonaparte, 1837)